# جون بيلي (سياسي أمريكي)
جون بيلي (بالإنجليزية: John Bailey)‏ هو مصور سينمائي ومخرج وسياسي أمريكي، ولد في 10 أغسطس 1942 في موبرلي في الولايات المتحدة. انتخب رئيس مجلس الإدارة أكاديمية فنون وعلوم الصور المتحركة (2017 – ).

## وصلات خارجية
- جون بيلي على موقع IMDb (الإنجليزية)
- جون بيلي على موقع ألو سيني (الفرنسية)
- جون بيلي على موقع أول موفي (الإنجليزية)
- جون بيلي على موقع قاعدة بيانات الأفلام السويدية (السويدية)
- جون بيلي على موقع إن إن دي بي (الإنجليزية)
- جون بيلي على موقع قاعدة بيانات الفيلم (الإنجليزية)
- جون بيلي على موقع كينوبويسك (الروسية)